# Winfield Scott
Winfield Scott, ameriški general, * 13. junij 1786, Petersburg, Virginija, † 29. maj 1866, West Point, New York.